# Kuhkopf
Kuhkopf – szczyt w paśmie Karwendel, w Alpach Wschodnich. Leży w Austrii, w kraju związkowym Tyrol, przy granicy z Niemcami. Szczyt można zdobyć ze schroniska Karwendelhaus.
Pierwszego wejścia dokonał Hermann von Barth 5 lipca 1870 r.